# Droszków (Kłodzko)
Droszków (deutsch: Droschkau; tschechisch Droškov) ist ein Ort in der Landgemeinde Kłodzko im Powiat Kłodzki der Wojewodschaft Niederschlesien in Polen. Es liegt neun Kilometer südöstlich von Kłodzko (Glatz).

## Geographie
Droszków liegt am westlichen Fuß des Reichensteiner Gebirges. Nachbarorte sind Jaszkowa Górna (Oberhannsdorf) im Nordwesten, Skrzynka (Heinzendorf) im Süden, sowie Rogówek (Werdeck) und Ołdrzychowice Kłodzkie (Ullersdorf) im Südwesten. Östlich erhebt sich der 425 m hohe Berg Kahleberg (Lysy Garb), südöstlich die 697 m hohe Schalasterkoppe  (Bzowiec).

## Geschichte

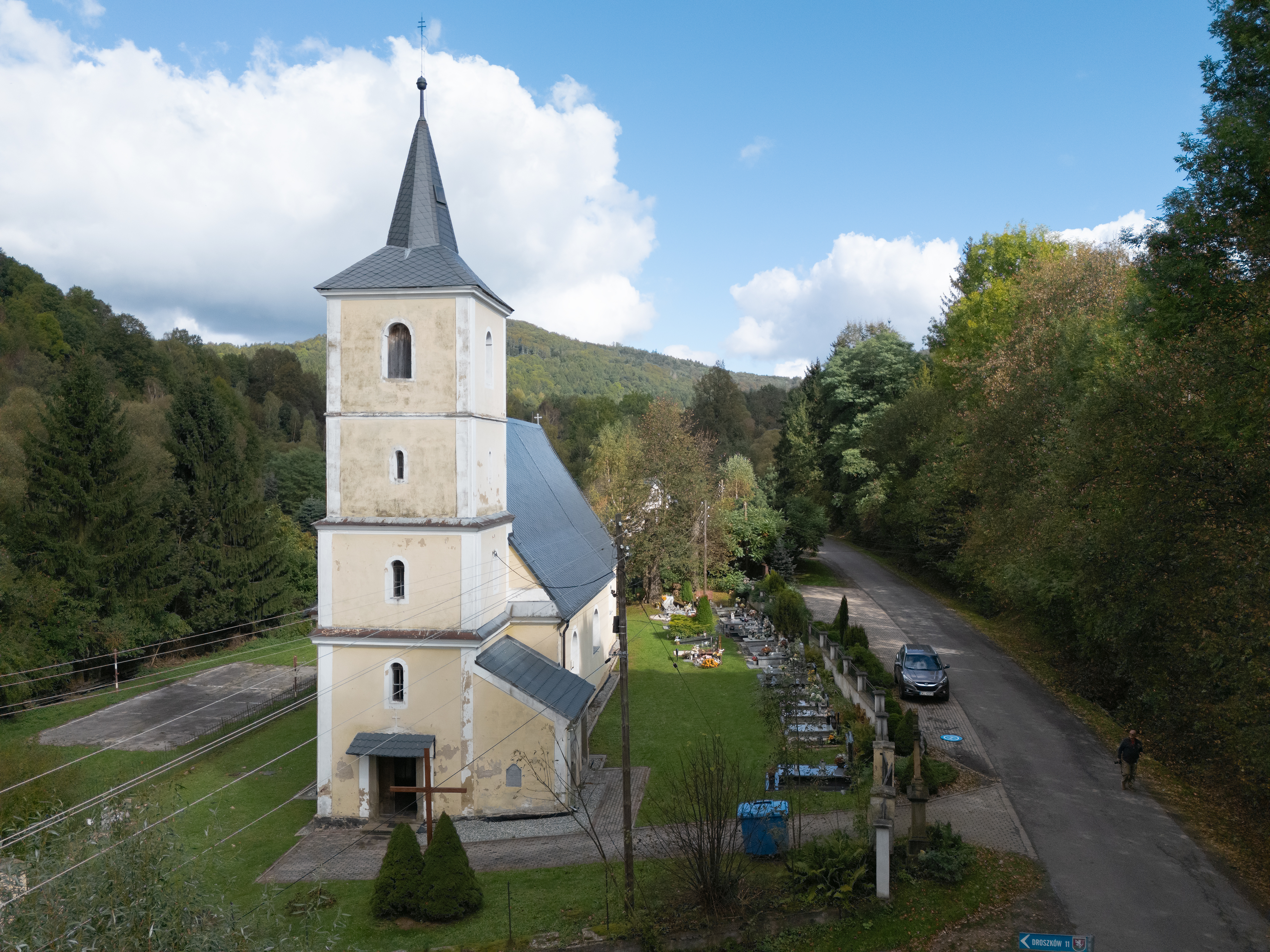
St.-Barbara-Kirche

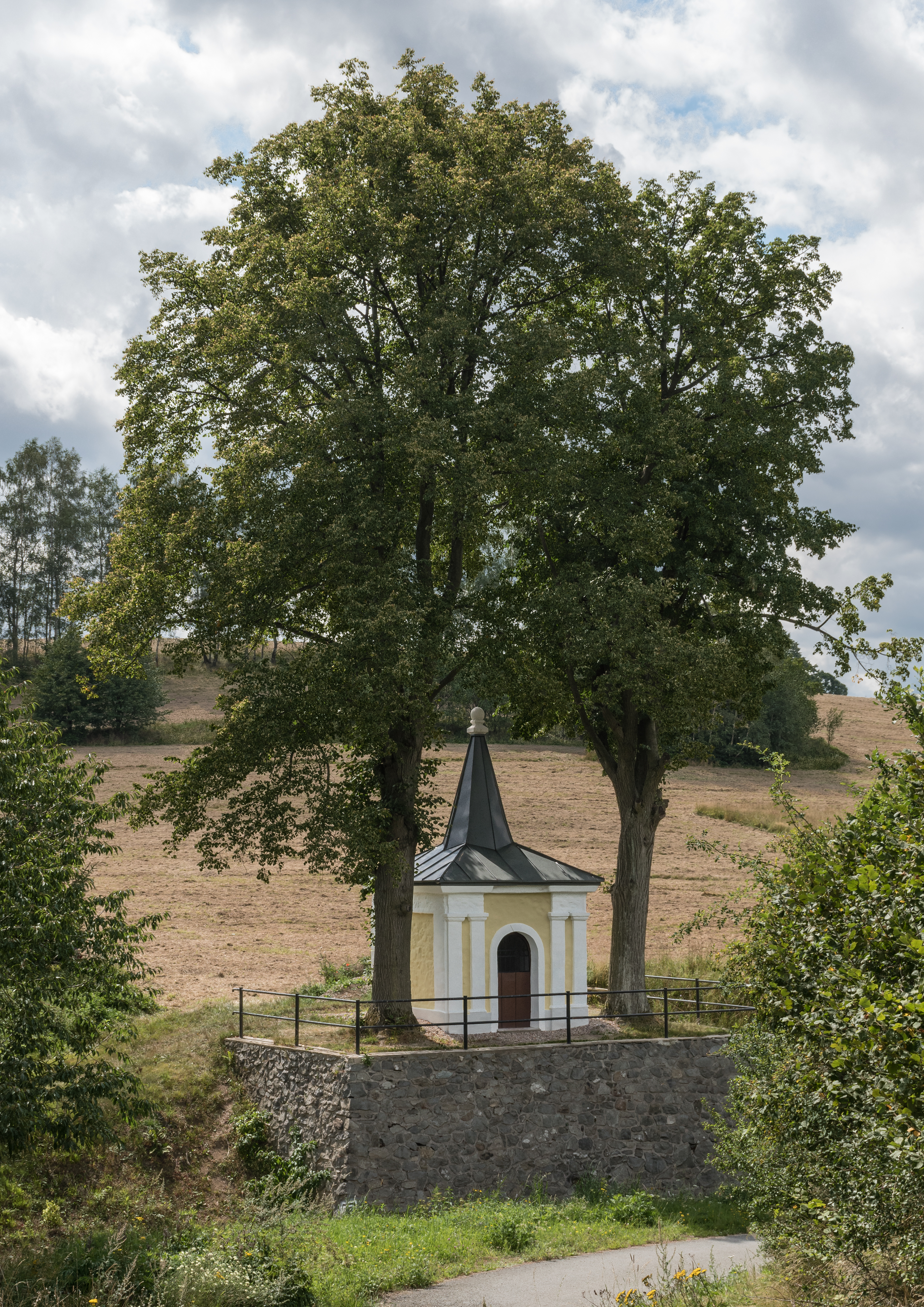
Kapelle am Pass von Droschkau

Droschkau wurde 1357 erstmals urkundlich erwähnt. Es gehörte zum Glatzer Land, mit dem es die Geschichte seiner politischen und kirchlichen Zugehörigkeit von Anfang an teilte. Die St.-Barbara-Kirche ist für das Jahr 1405 nachgewiesen. Sie diente zunächst als Begräbniskirche und wurde später eine Filiale der Kirche von Oberhannsdorf. 1575 gehörte Droschkau als Lehen dem Georg Daniel auf Oberhannsdorf. Da dieser 1578 ohne leibliche Erben verstarb, fielen seine Güter durch Heimfall als erledigtes Lehen an den böhmischen Landesherrn Rudolf II. Dieser verkaufte 1579 Droschkau (ohne das Freirichtergut) zusammen mit Ober- und Niederhannsdorf seinem Sekretär David Kober und versetzte die Besitzungen gleichzeitig ins Erbe. 1587 gelangte die Stadt Glatz an die Besitzungen. Fünf Jahre später verkaufte sie ihre Droschkauer Untertanen dem dortigen Freirichter Georg Fischer.
Nach dem Ersten Schlesischen Krieg 1742 und endgültig mit dem Hubertusburger Frieden 1763 fiel Droschkau zusammen mit der Grafschaft Glatz an Preußen. Nach der Neugliederung Preußens gehörte es ab 1815 zur Provinz Schlesien; 1816 wurde es dem Landkreis Glatz eingegliedert, mit dem es bis 1945 verbunden blieb. 1874 wurde die Landgemeinde Droschkau dem Amtsbezirk Oberhannsdorf zugewiesen. 1939 wurden 181 Einwohner gezählt.
Als Folge des Zweiten Weltkriegs fiel Droschkau mit dem größten Teil Schlesiens 1945 an Polen. Nachfolgend wurde es in Droszków umbenannt. Die deutsche Bevölkerung wurde vertrieben. Die neu angesiedelten Bewohner waren teilweise Zwangsumgesiedelte aus Ostpolen, das an die Sowjetunion gefallen war. Die Einwohnerzahl ging deutlich zurück. 1975–1998 gehörte Droszków zur Woiwodschaft Wałbrzych (Waldenburg).

## Sehenswürdigkeiten
- Die 1405 erwähnte St.-Barbara-Kirche wurde um 1700 umgebaut. Der Turm mit Zeltdach wurde 1895 neu errichtet. Die Ausstattung stammt aus der Zeit um 1750.
- Der Bildstock mit dem böhmischen Landesheiligen Johannes von Nepomuk vor der Kirche wurde 1732 geschaffen.
- Am „Pass von Droschkau“ (Przełęcz Droszkowska) befindet sich eine Kapelle. Die daneben stehende Mariensäule ist von 1699.

## Wirtschaft
Rund ein Drittel der wirtschaftlich aktiven Bevölkerung verdient seinen Lebensunterhalt ausschließlich mit der Landwirtschaft. Die übrigen Bewohner pendeln zur Arbeit in andere Orte. 1978 gab es im Dorf 22 aktive Bauernhöfe, zehn Jahre später waren es nur noch 15. Unterhalb des Dorfes im Tal des Brodek (Droszkowska Woda, deutsch Droschkauer Wasser) gibt es Fischteiche.